# Агатангел Елевтеруполски
Агатангел (на гръцки: Αγαθάγγελος, Агатангелос) е гръцки духовник, митрополит на Вселенската патриаршия.

## Биография
Става духовник и служи като протосингел на Драмската митрополия. На 11 март 1872 година е избран от Светия синод да оглави Елевтеруполската епархия. На 12 март е ръкоположен в цариградския храм „Света Богородица Мухлиотиса“ от митрополит Агатангел Драмски в съслужение с митрополит Тимотей Алепски и бившия неокесарийски митрополит Йеротей.
Подава оставка и е освободен на 17 юли 1875 година. Оттегля се на Света гора, където умира на 3 май 1899 година.